# Grandes Galeries Belges
Les « Grandes Galeries Belges » sont un ancien magasin de style Art nouveau édifié à Bruxelles-ville par l'architecte Dominique Fastré.

## Localisation
Le bâtiment est situé aux numéros 36-38 de la rue Neuve, rue piétonne  très connue de Bruxelles-ville.
Bien que situé dans une rue commerçante très fréquentée, cet immeuble est méconnu : son rez-de-chaussée ayant été défiguré par une devanture commerciale tout à fait banale, seuls les étages sont encore de style Art nouveau et ils passent complètement inaperçus dans cette rue vouée au shopping, où les passants ne prennent jamais le temps de lever les yeux.

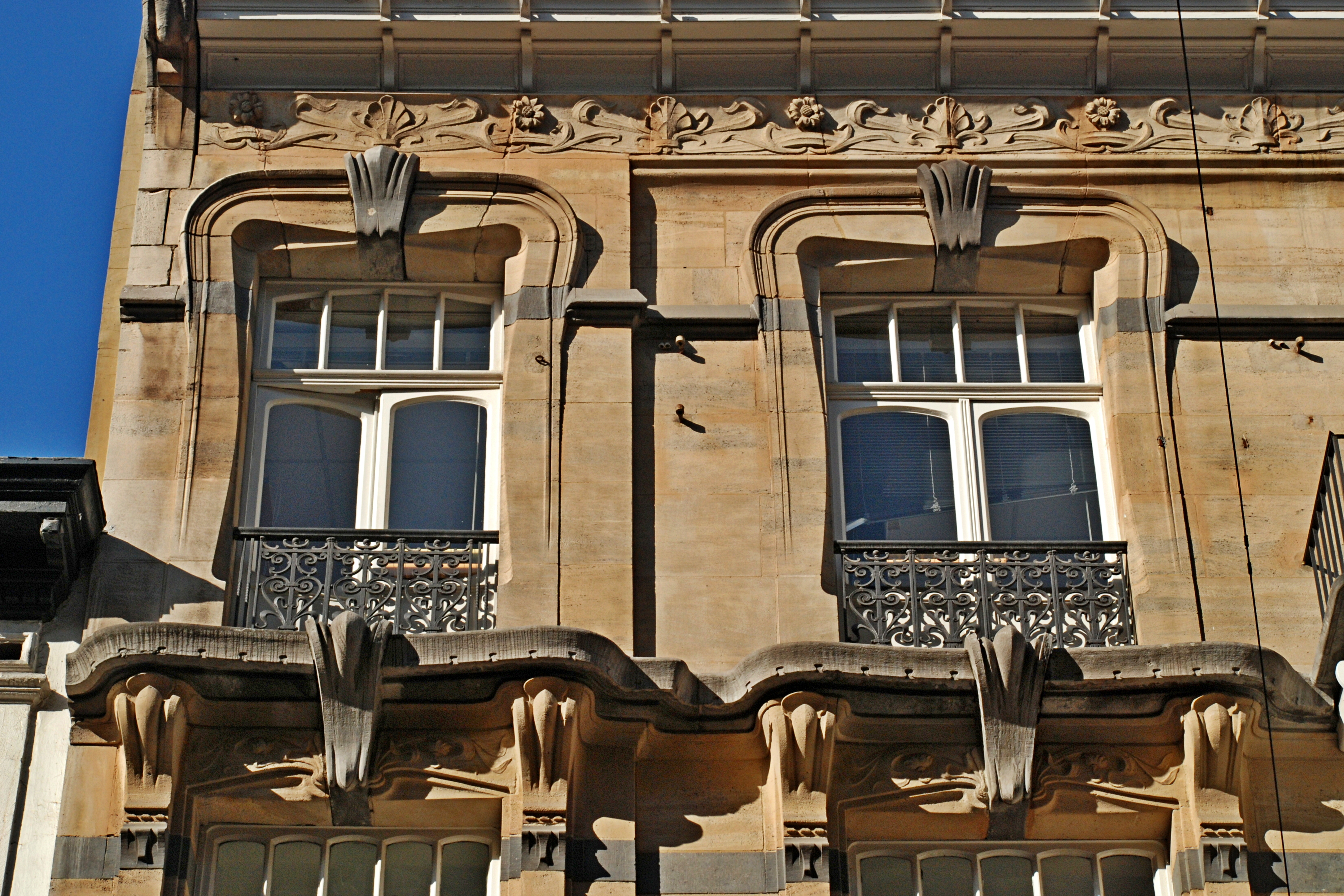
Fenêtres du deuxième étage

## Historique
Le bâtiment fut dessiné par Dominique Fastré en 1901.
Plus tard, le rez-de-chaussée et l'entresol ont été complètement altérés par les surfaces commerciales qui se sont succédé à cette adresse.

## Architecture
Ce magnifique édifice s'inscrit dans la tendance « Art nouveau floral » initiée par Victor Horta (par opposition à la tendance « Art nouveau géométrique » initiée par Paul Hankar : voir Art nouveau en Belgique).
Il présente une façade de quatre travées comprenant quatre niveaux dont seuls les deux niveaux supérieurs ont conservé leur style Art nouveau.
Ces deux étages sont réalisés en pierre de taille agrémentée de pierre bleue et sont ornés de fenêtres à la décoration exceptionnellement soignée.
Le premier étage est orné d'un bel oriel rectangulaire en bois peint en blanc, comprenant une baie quadripartite surmontée de baies d'imposte aux boiseries typiquement Art nouveau. L'oriel est délimité par des pilastres d'angle dont le sommet évasé soutient le balcon du deuxième étage.
De part et d'autre de cet oriel, reliées par des bandes de pierre bleue, sont disposées des baies abritant chacune une porte-fenêtre précédée d'un petit balcon dont le garde-corps est retenu par des consoles intégrées aux pilastres qui encadrent la baie. Vers le haut, ces pilastres se terminent en consoles qui soutiennent un puissant larmier en pierre bleue ornée d'une clé en forme de fleuron Art nouveau.
Au dernier étage, les fenêtres présentent un encadrement beaucoup plus léger, aux courbes purement Art nouveau, couronné du même type de fleuron en pierre bleue.
La façade est couronnée d'une exceptionnelle frise de style Art nouveau composée de palmettes, de marguerites et de feuillages arborant la « ligne en coup de fouet » chère à Horta. 

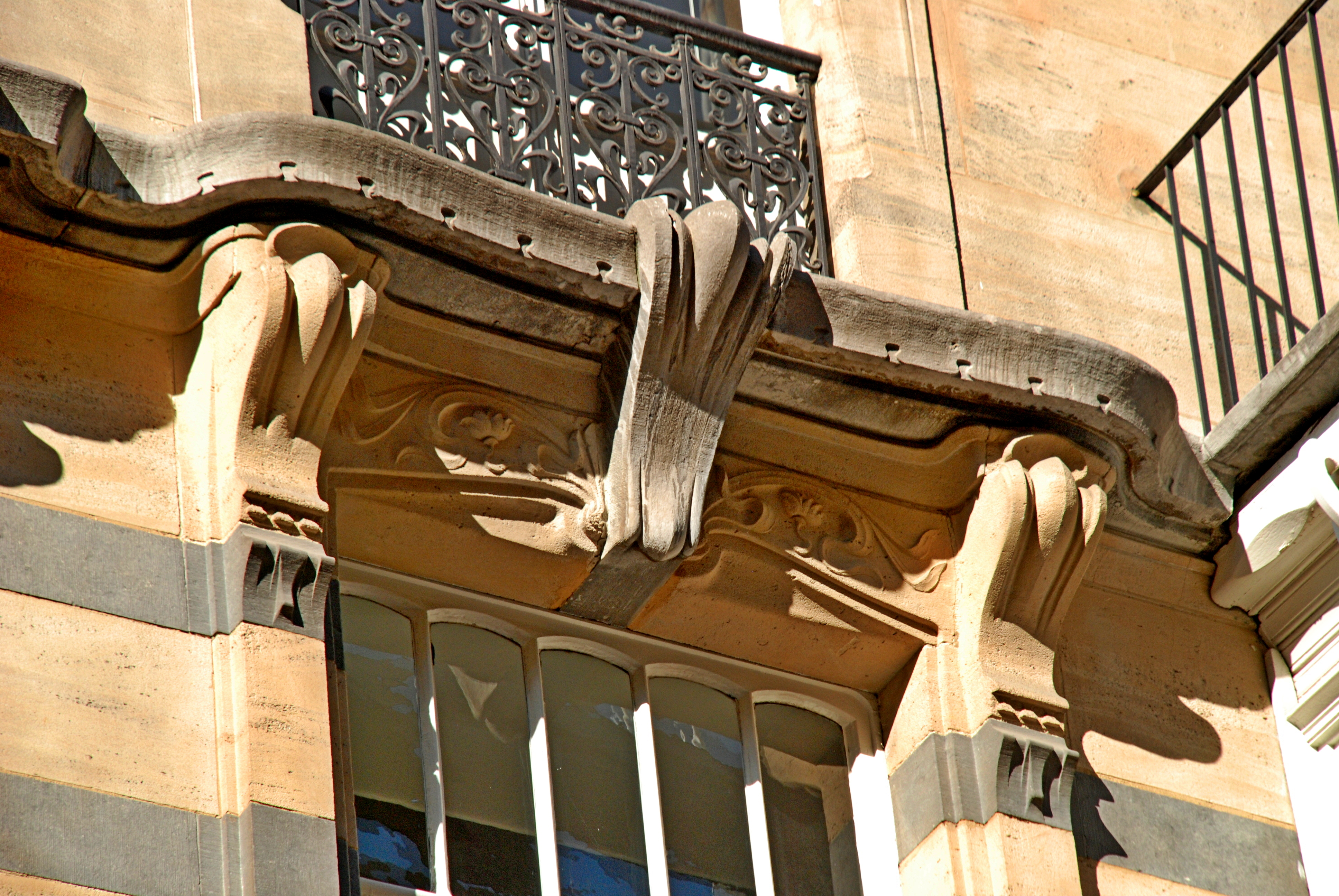
Couronnement d'une fenêtre du premier étage : consoles en pierre blanche, larmier et fleuron en pierre bleue
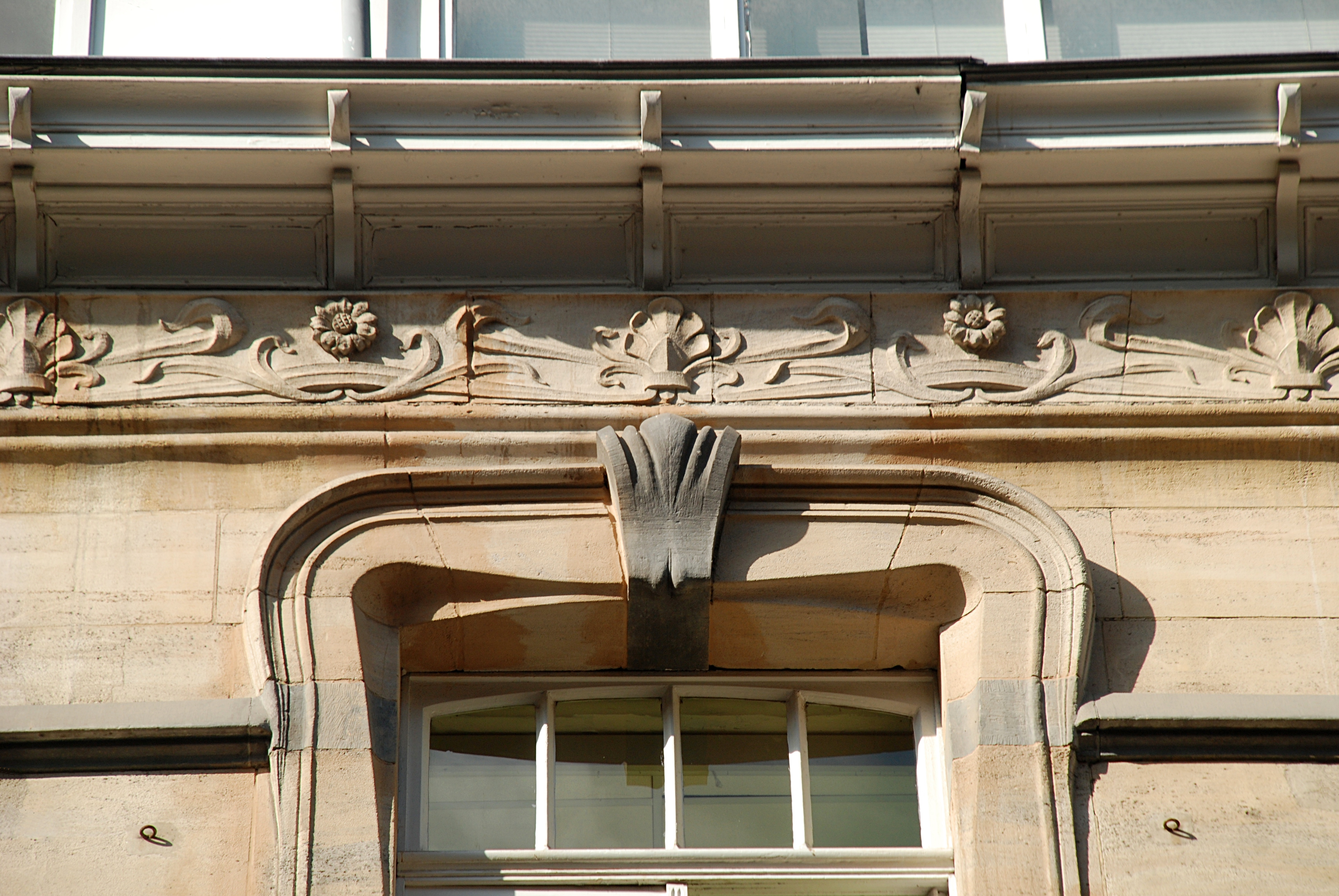
Couronnement d'une fenêtre du deuxième étage et détail de la frise : palmettes, marguerites et feuillages ondulants